# Целинный (Поспелихинский район)
Целинный — упразднённый посёлок в Поспелихинском районе Алтайского края России. На момент упразднения входил в состав Поспелихинского сельсовета. Исключен из учётных данных в 2000 г.

## География
Располагался в центре района, в степной зоне на суходоле между реками Землянуха и Вавилон, в 7,5 км (по прямой) к юго-востоку от поселка Поспелихинский.

## История
Постановлением Алтайского краевого совета депутатов от 28 декабря 2000 г. № 381 посёлок Целинный исключен из учётных данных.